# Cầu Herzog-Heinrich

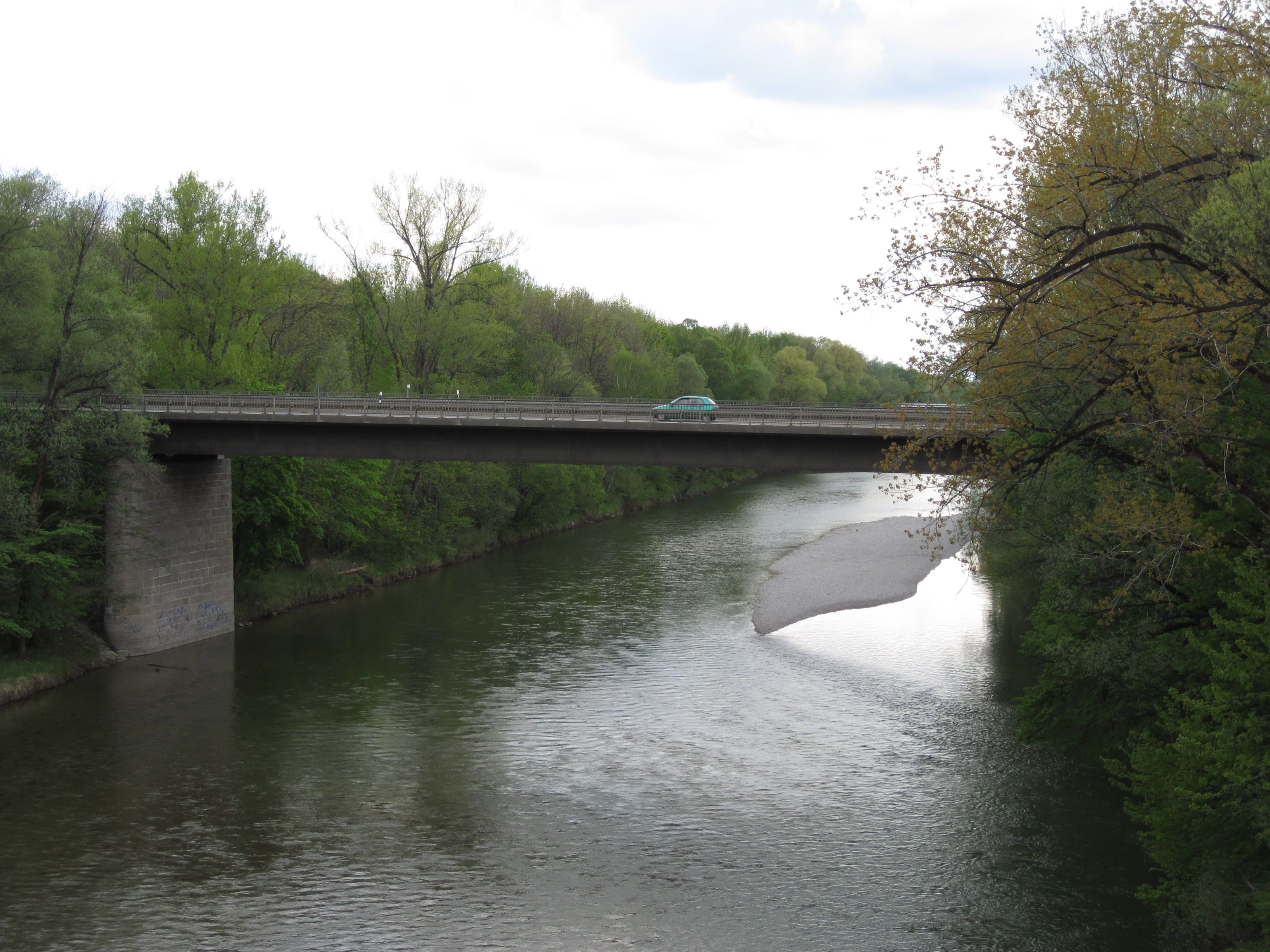
Cầu Herzog-Heinrich

Cầu Herzog-Heinrich là một cầu đường ở phía Bắc của München. Khi đường vòng Föhring được xây thì cầu này cũng được dựng lên. Cầu Herzog-Heinrich nối khu vực München phía Đông Bắc của sông Isar với đường vòng Frankfurt và đường cao tốc A9. Nó bắc ngang qua sông Isar và kinh đào Mittlere-Isar chạy song song.
Cầu này được đặt tên theo người sáng lập ra thành phố München, ông Heinrich Sư tử. Trong lúc thành lập thành phố, ông ta đã cho đốt cháy cây cầu ở Oberföhring thuộc Hochstift Freising, để buộc sự lưu thông phải đi qua cây cầu ông mới xây ra ở München hầu thu thuế. 

## Sách báo
- Karin Bernst: Heutige Isarbrücken im Münchner Norden. In: Verein für Stadtteilkultur im Münchner Nordosten e.V. (Hrsg.): Die Brücke bei Sankt Emmeram. Mit Beiträgen von Karin Bernst, Karl Höferle, Roland Krack. Zur Einweihung der neuen Fußgängerbrücke über die Isar bei St. Emmeram am 13. Mai 2005. Verlag NordOstKultur, München 2005, S. 17–27.